# ジョージ・フレデリック・ラインハルト
ジョージ・フレデリック・ラインハルト（George Frederick Reinhardt, 1911年10月21日 - 1971年2月22日）は、アメリカ合衆国の外交官。

## 生い立ちと初期の経歴
カリフォルニア州バークレー生まれ。カリフォルニア大学バークレー校で学び、フラタニティのゼータ・プサイに加入した。1933年にカリフォルニア大学で学士号を、1835年にコーネル大学を修士号を取得した。

## 国務省での経歴
1935年に国務省に入省し、1936年までアメリカ合衆国とメキシコとの国境に関する協議委員会で各種資料の統計業務を任された。その後は外交職員として各国に駐在し、第二次世界大戦終戦前後には連合国軍に協力した。戦後は大使等の重要職を任され、1968年に国務省を退いた。
- 1937年-1938年 - 副領事（オーストリア・ウィーン）
- 1939年-1940年 - 三等書記官兼副領事（エストニア・タリン）
- 1940年-1942年 - 三等書記官兼副領事（ソビエト連邦・モスクワ）
- 1943年-1944年 - 連合国管理委員会政治顧問（イタリア担当）
- 1944年-1945年 - 連合国軍最高司令官総司令部職員
- 1945年 - アメリカ合衆国政治顧問団職員（ドイツ担当）
- 1945年-1948年 - 領事（ソビエト連邦・モスクワ）
- 1948年-1951年 - 国務省東ヨーロッパ部長
- 1951年-1955年 - NATO国防大学民事次長（フランス・パリ）
- 1955年-1957年 - 駐南ベトナム大使
- 1957年-1960年 - 国務省参事官
- 1960年-1961年 - 駐アラブ連合共和国大使
- 1960年-1961年 - 駐イエメン大使
- 1961年-1968年 - 駐イタリア大使